# 阿苏尼
阿苏尼（義大利語：Asuni），是意大利奥里斯塔诺省的一个市镇。总面积21.2平方公里，人口368人，人口密度17.4人/平方公里（2009年）。ISTAT代码为095009。